# Nglumut
Nglumut is een bestuurslaag in het regentschap Magelang van de provincie Midden-Java, Indonesië. Nglumut telt 766 inwoners (volkstelling 2010).